# 阿尔坎塔拉圣伯多禄花园

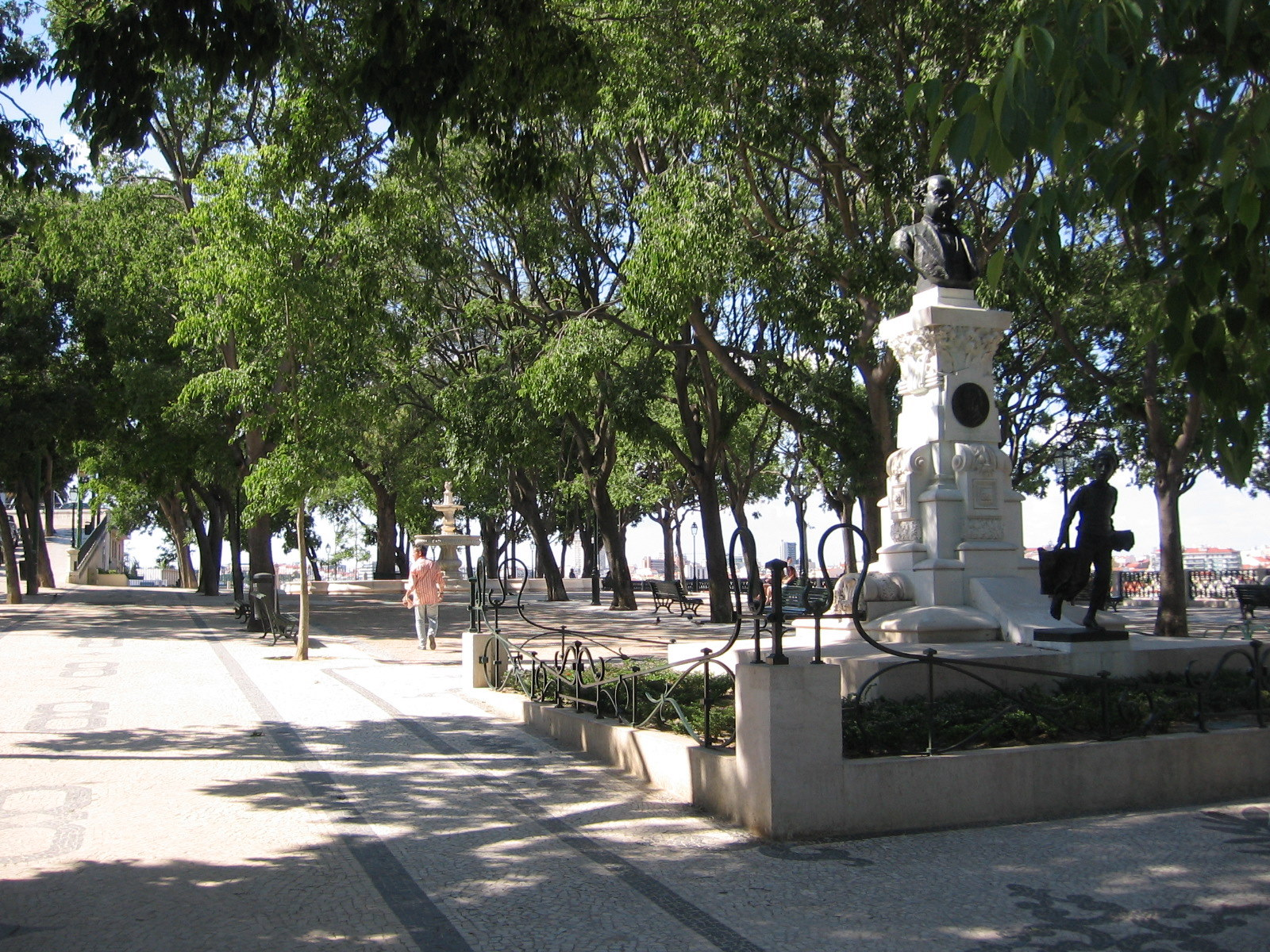

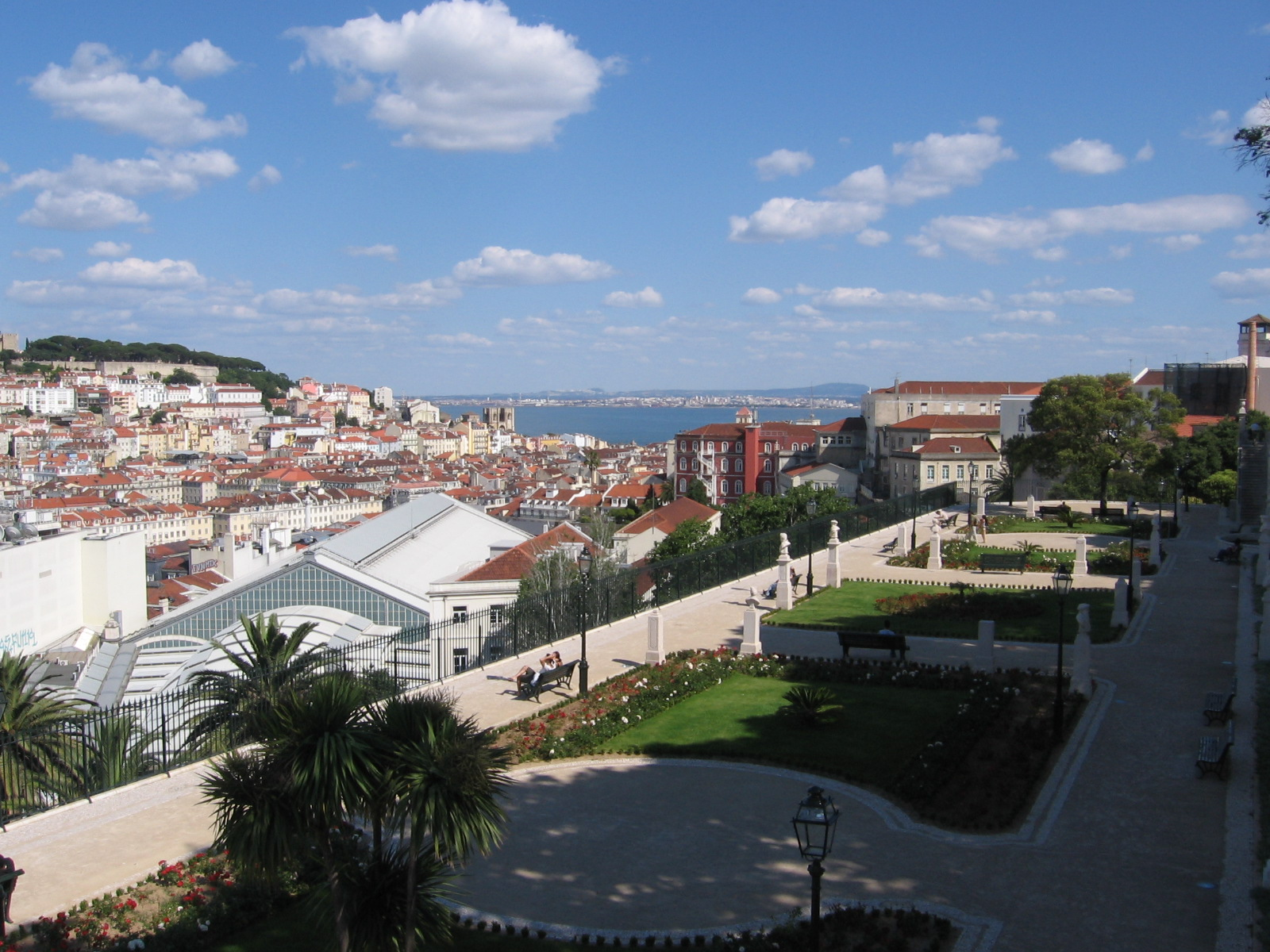

阿尔坎塔拉圣伯多禄花园（Jardim de São Pedro de Alcântara）是里斯本的一个花园，位于显圣容（Encarnação）堂区的阿尔坎塔拉圣伯多禄街（Rua de São Pedro de Alcântara），靠近里斯本上城。 
花园占地0.6公顷，花园里有一个小湖和凉亭，可供观赏里斯本东部及塔霍河美景。
沿着栏杆有一幅瓷砖地图，这有助于辨认出里斯本的一些地方。眼前的全景，从圣若热城堡的围墙向西南延伸至里斯本主教座堂（12世纪），向西北延伸至弗兰卡堂 （Igreja da Penha de França，18世纪）。还可以看到恩宠圣母堂（Igreja da Graça）大型建筑群，而城外圣文生修道院（São Vicente de Fora）可由其对称的塔和白色立面辨认出。
前往此花园，可以选择攀登荣耀之路（Calçada da Glória），或乘坐荣耀升降机。
最令人印象深刻的景色是在日落时分，以及晚间，当城堡和主教座堂都亮起灯光时，凉亭是深受里斯本年轻人欢迎的聚会场所。